# 미뇽

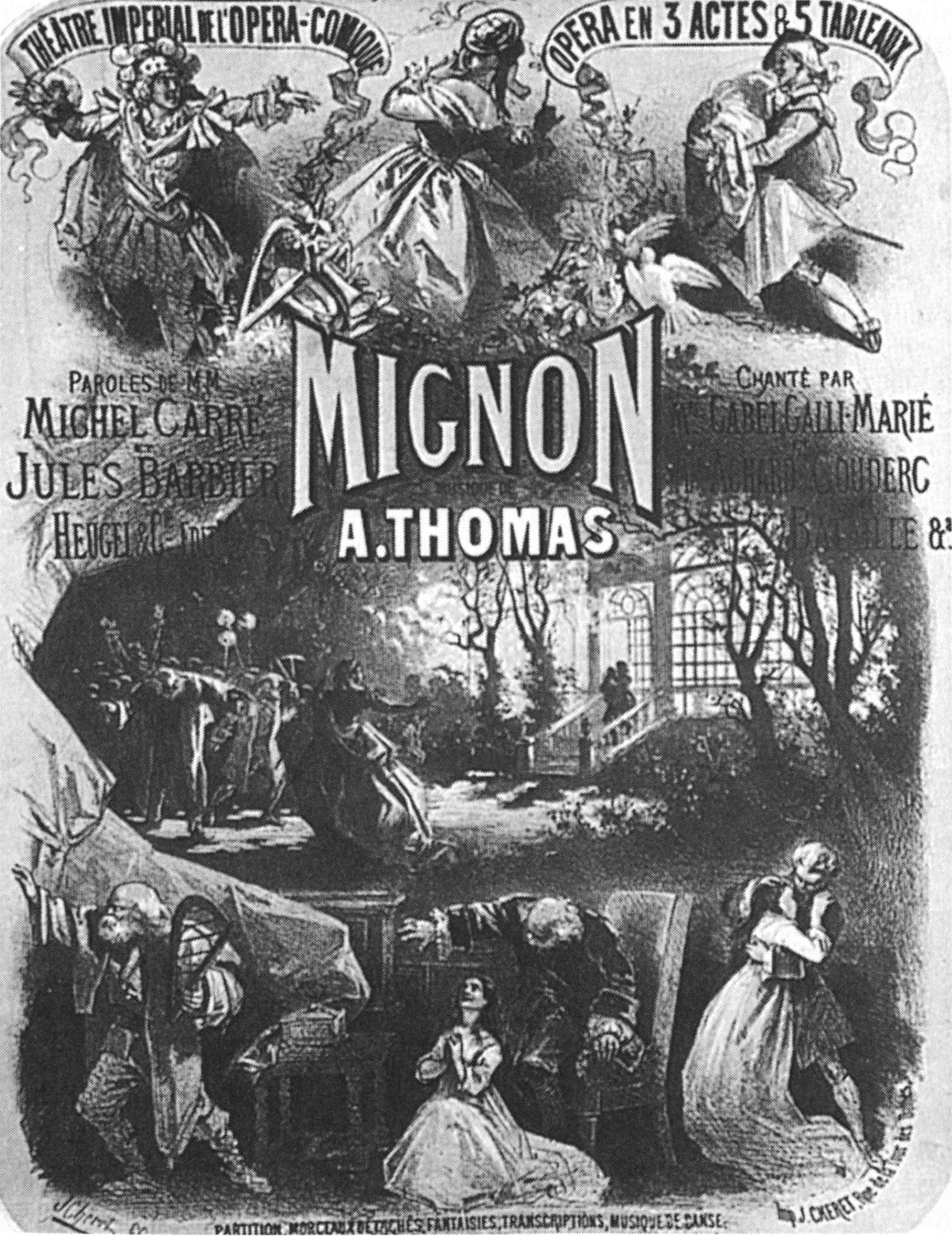

미뇽(프랑스어: Mignon)은 앙브루아즈 토마가 작곡한 3막의 오페라이다. 괴테의 《빌헬름 마이스터의 수업시대(독일어: Wilhelm Meister's Lehrjahre)》를 기초로, 쥘 바비에와 미셀 카레가 프랑스어 대본을 작성하였다. 이 작품은 1866년 파리 오페라 코미크에서 초연되었다.

## 등장인물
- 주요 배역

미뇽 - (메조소프라노)
필린, 여배우 - (소프라노)
빌헬름 마이스터, 학생 - (테너)
- 기타

프레데릭, 필린의 숭배자 - (콘트랄토) 혹은 (테너)
래르테, 배우 - (테너)
로타리오, 방랑하는 음유시인 - (베이스)
야르노, 집시 - (베이스)
안토니오, 성의 하인 - (베이스)
마을 사람들, 농부들, 집시들, 손님들, 배우들 -(합창)

## 유명한 아리아
- 빌헬름: 네, 저는 세상을 원해요. (Oui, je veux par le monde)
- 미뇽: 그대는 아는가, 저 남쪽나라를 (Connais-tu le pays)
- 빌헬름: 안녕히, 미뇽! (Adieu, Mignon!)
- 필린: 나는 티타냐입니다 (Je suis Titania)

## 줄거리
18세기 말, 독일과 이탈리아

### 1막
한 독일의 여인숙 안마당
독일의 한 작은 마을의 시골 안뜰에서, 방랑 음유시인 로타리오가 노래를 부르고, 집시는 춤을 추는 동안, 마을 사람들은 그들을 바라며 술을 마신다. 미뇽이 춤추는 것을 거절하자, 야르노는 미뇽을 막대기로 위협한다. 그러자 로타리오와 빌헬름 마이스터가 와서 그녀를 구해준다. 미뇽은 그들에게 고맙다고 인사하고, 가지고 있던 야생꽃을 반으로 나눠 그들에게 나눠준다. 빌헬름과 래르테는 같이 술을 마신다. 빌헬름이 미뇽에게 받은 꽃을 그에게 준 후, 필린과 래르테는 떠난다. 미뇽은 빌헬름에게 그녀는 어릴 적 집시에게 붙잡혀왔다고 말한다. 빌헬름은 미뇽의 자유를 찾아주기로 결심한다. 로타리오는 미뇽에게 작별의 인사를 한다. 로타리오는 미뇽이 그와 함께 여행하길 바라지만, 미뇽은 빌헬름과 함께 머물길 원한다. 프레드릭은 사랑스럽게 필린을 따라가고, 그녀도 미뇽과 마찬가지로 빌헬름을 원한다. 배우단은 초정장을 받고 나서 남작의 성으로 가서 춤추기 위해, 그리로 막 떠날 차비를 한다. 미뇽은 빌헬름을 진심으로 사랑하지만, 그에게 준 꽃다발이 필린의 손에 있는 것을 보고 기분이 상한다.

### 2막
남작의 성의 필린의 방안으로, 호사스럽게 살며 남작을 매료시키던 필린은 우쭐해한다. 빌헬름과 미뇽이 등장한다. 래르테가 밖에서 듣고, 필린을 칭송한다. 빌헬름과 필린이 노래를 부르는 동안 미뇽은 잠자는 체한다. 이 둘이 떠나자, 미뇽은 필린의 의상을 입고, 화장을 해본다. 그녀는 필린을 질투하고, 밖으로 퇴장한다. 프레드릭이 등장한다. 빌헬름이 미뇽을 위해 돌아오고, 그는 프레드릭과 맞부닥친다. 미뇽은 그들의 지속되는 싸움을 말리려한다. 빌헬름은 미뇽과 지낼 수 없고, 작별을 고하리라 결심한다. 그는 기뻐 어쩔줄 모르는 필린과 팔짱을 끼고 떠난다. 후에 성의 뜰안에서 미뇽은 로타리오가 하프키는 것을 듣고, 질투심에 활활 타오른다. 그는 미뇽을 편안하게 한다. "한 여름밤의 꿈'에서 필린이 티타니아 역을 연기하자 온실안에서 박수가 퍼진다. 미뇽은 질투심에 이 건물이 불붙었으면 좋겠다고 소리지른 후, 밖으로 뛰쳐나간다. 로타리오는 그녀의 목소리를 듣고, 온실쪽으로 움직인다. 미뇽이 돌아온 후, 빌헬름은 그녀를 따스하게 맞이하자, 필린은 이제 질투심에 휩싸인다. 그런데 로타리오가 미뇽을 기쁘기 위해 그녀의 소원대로 불을 붙였다고 말하지만, 필린은 미뇽이 온실에 있는 야생화 꽃다발을 가져오게 보낸다. 빌헬름은 달려가 미뇽을 불에서 구해내, 온실 밖으로 의식없는 그녀를 끄집어 내어 돌본다.

### 3막
빌헬름은 미뇽과 로타리오를 그가 사려고 고려 중인, 이탈리아의 한 성으로 데려간다. 그곳에 한 늙은이가 미뇽을 살펴 보고, 그녀의 회복을 위해 기도한다. 안토니오는 그 성의 전 소유자인 스페라타가 그의 아내가 어린 딸을 잃은 슬픔에 죽운 후, 그가 어떻게 미쳐갔는지 이야기한다. 그곳에서 미뇽의 회복 속도가 빠르게 되자, 빌헬름은 미뇽을 위해서 그 성을 사기로 결심한다. 미뇽은 깨어난 후, 빌헬름에게 이 이상하게도 낯이 익은 성에 대한 애정에 대해 고백한다. 그는 마침내 그가 미뇽을 깊히 사랑하고 있음을 깨닫고, 그를 다시 돌아오게 하려는 필린의 시도를 저항한다. 로타리오가 재등장하고, 두 연인에게 자신은 그 성의 소유자인 스페라타로, 그의 정신이상에서 회복되었음을 알려준다. 그 집안에 있는 책속에 발견한 기도 문구를 보고, 미뇽은 그가 스페라타의 딸임을 깨닫는다. 셋은 행복하게 서로를 껴안으며 막이 내린다.